# Буткевич, Адольф Вениаминович
Адо́льф Вениами́нович Бутке́вич (18 июня 1914 — 11 июля 1983) — советский учёный в области геодезии и картографии.
Доктор технических наук (1964). Автор более 150 научных статей, монографий и книг, в области геодезической астрономии, сфероидной геодезии и математической картографии.
Награждён медалями «За доблестный труд в Отечественной войне» (1945), «За победу над Германией» (1945), значком ГУГКа «Отличник геодезии и картографии» (1969), медалью имени М. В. Ломоносова общества «Знание».
Почётный член Всесоюзного астрономо-геодезического общества (избран в 1980).
Известный шашечный композитор. Один из первых удостоенных звания «мастер спорта СССР по шашечной композиции».

## Образование
- 1932—1935 курсы техников топографов, курсы триангуляторов, подготовительные курсы для поступления в вуз при рабфаке Томского государственного университета.
- 1935—1940 на астрономогеодезическом факультете Новосибирского инженерно-строительного института.
- 1950 — защита кандидатской диссертации
- 1964 — докторская степень (тема: Решение некоторых основных и специальных задач высшей геодезии).

## Работа
С 1940 года занял пост ассистента кафедры астрономии Новосибирского института инженеров геодезии, аэрофотосъёмки и картографии.
В 1960 занял пост профессора.
В 1968 году заведующей кафедрой космической геодезии и астрономии в Львовском политехническом институте.
В 1974 — профессор кафедры высшей геодезии и астрономии.

## Спорт
Профессор Новосибирского геодезического института А. Буткевич и профессор Лейденского университета Макс Эйве были знакомы очно. Буткевич подарил коллеге этюд на 64-клеточной доске (с1,g1/b4,h4. =).

## Избранные сочинения
- Буткевич, А. В. Решение некоторых основных и специальных задач высшей геодезии [Текст] : автореф. дис…д-ра техн. наук / А. В. Буткевич. — М. : [б. и.], 1964. — 40 с. — Б. ц.
- Буткевич, А. В. Исследования по решению вычислительных задач сфероидической геодезии [Текст] / А. В. Буткевич. — М. : Недра, 1964. — 259 с. — 1.09 р.
- Буткевич, А. В. Таблицы для перевычисления плоских прямоугольных координат Гаусса из одной зоны в другую (из 6-градусной зоны в 6-градусную, из 3-градусной в 3-градусную, из 6-градусной в 3-градусную и из 3-градусной в 6-градусную). Эллипсоид Ф. Н. Красовского [Текст] / А. В. Буткевич, С. П. Герасименко. — М. : Недра, 1969. — 46 с. — .16 р.
- Буткевич А. В., Зеликсон М. С. при редакционном участии И. А. Климишина. Вечные календари. — Изд. 2. — М.: Наука. Гл. ред. физ.-мат. лит., 1984. — 208 с. — 150 000 экз.
- Шашечные окончания-миниатюры. / А. В. Буткевич, М. Я. Левандовский. 119 с. 20 см. Киев: Здоров, я 1985.
- Butkewitsch A.W., Selikson M. S. Ewige Kalender. — Leipzig : Teubner, BSB, 1974. — 124 S. : 22 Ill. u. graph. Darst. — (Kleine naturwissenschaftliche Bibliothek; Bd. 23).